# Лимесхајн
Лимесхајн (њем. Limeshain) општина је у њемачкој савезној држави Хесен. Једно је од 25 општинских средишта округа Ветерау. Према процјени из 2010. у општини је живјело 5.379 становника. Посједује регионалну шифру (AGS) 6440014.

## Географски и демографски подаци
Лимесхајн се налази у савезној држави Хесен у округу Ветерау. Општина се налази на надморској висини од 127 метара. Површина општине износи 12,5 km². У самом мјесту је, према процјени из 2010. године, живјело 5.379 становника. Просјечна густина становништва износи 430 становника/km².